# Садир Джапаров
Садир Нургоджоевич Джапаров (на киргизки: Садыр Нургожоевич Жапаров) е киргизки политик.
По време на протестите през октомври 2020 година е избран за министър-председател, а след оставката на Сооронбай Джеенбеков е изпълняващ длъжността президент на Киргизстан.

## Биография
Садир Джапаров е роден на 6 декември 1968 г. в село Кенг Суу, Тюпски район, Исъккулска област, Киргизия, СССР.
Започва политическата си кариера след Революцията на лалетата през 2005 година. През март същата година е избран за депутат в парламента. Близък сътрудник и съветник е на президента Курманбек Бакиев, който бе свален от власт в резултат на революцията от 2010 година. През октомври 2010 година Джапаров участва в парламентарните избори от партия „Ата Джурт“, като отново печели депутатско място в парламента. През 2012 година ръководи национализацията на златната мина Kumtör в Исъккулска област, в резултат на което през март 2013 година е осъден на година и половина затвор . Джапаров е освободен през юни 2013 година.. На 27 юни 2013 година е обвинен в опит за отвличането на областния управител Емилбек Каптагаев, в резултат на което бяга в Кипър, откъдето се завръща в Киргизстан през 2017 година.. За участието му в предполагаемото отвличане на Каптагаев е осъден на 11 години и 6 месеца затвор.
През октомври 2020 година в резултат от протестите срещу обявените резултати от парламентарните избори Джапаров е освободен от затвора и след това е избран за министър-председател, а след оставката на Сооронбай Джеенбеков е и временно изпълняващ длъжността президент на страната..